# Dave Freeman Open
Die Dave Freeman Open sind ein jährlich ausgetragenes hochrangiges offenes Badmintonturnier. Sie finden in San Diego statt und sind eines der bedeutendsten und traditionsreichsten Badmintonturniere der USA. Namenspatron des Turniers ist einer der bedeutendsten Badmintonspieler der USA, der 2001 verstorbene David G. Freeman. 2024 fanden die Dave Freeman Open zum 66. Mal statt. Ursprünglich wurde in zwei Leistungskategorien gespielt (A- und B-Flights), später kamen weitere Kategorien dazu (C und D sowie Senioren). 1961 gab es einen zusätzlichen Thomas-Cup-Flight über dem A-Flight, sodass die Siegerlisten für 1961 bei den Männern variieren.

## Sieger
| Saison    | Herreneinzel                | Dameneinzel         | Herrendoppel                                 | Damendoppel                       | Mixed                                         |
| --------- | --------------------------- | ------------------- | -------------------------------------------- | --------------------------------- | --------------------------------------------- |
| 1953      | Dave Freeman                | Thelma Scovil       |                                              | Dorothy Hann Connie Taylor        | Wynn Rogers Loma Moulton Smith                |
| 1954      | Joe Alston                  | Thelma Scovil       | Wynn Rogers Joe Alston                       | Thelma Scovil Beulah Bymaster     | Wynn Rogers Loma Moulton Smith                |
| 1955      | Dick Mitchell               | Lois Alston         | Carl Loveday Manuel Armandariz               | Dorothy Hann Joan Gibbs           | Wynn Rogers Dorothy Hann                      |
| 1956      | Joe Alston                  | Lois Alston         | Joe Alston Wynn Rogers                       | Lois Alston Beulah Bymaster       | Joe Alston Lois Alston                        |
| 1957      | Joe Alston                  | Lois Alston         | Joe Alston Wynn Rogers                       | Lois Alston Beulah Armendariz     | Joe Alston Lois Alston                        |
| 1958      | Ron Palmer                  | Beulah Armendariz   |                                              | Thelma Welcome Beulah Armendariz  | Wynn Rogers Dorothy Hann                      |
| 1959      | Bill W. Berry               | Pat Gallagher       | Joe Alston Wynn Rogers                       | Lois Alston Beulah Armendariz     | Joe Alston Lois Alston                        |
| 1960      | Jim Poole                   | Pat Gallagher       | Bill W. Berry Dick Mitchell                  | Jeanne Pons Carlene Starkey       | Don Paup Al Kirby                             |
| 1961      | Stan Hales                  | Pat Gallagher       | Larry Calvert Ruben Mejia                    | Helen Tibbetts Lois Alston        | Wynn Rogers Helen Tibbetts                    |
| 1962      | Jim Poole                   | Pat Gallagher       | Michael Hartgrove Alan Mahaffey              | Helen Tibbetts Beulah Armendariz  | Michael Hartgrove Helen Tibbetts              |
| 1963      | Jim Poole                   | Helen Tibbetts      | Joe Alston Wynn Rogers                       | Lois Alston Doris Martin          | Don Paup Jeanne Pons                          |
| 1964      | Channarong Ratanaseangsuang | Pat Gallagher       | Joe Alston Wynn Rogers                       | Lois Alston Doris Haase           | Joe Alston Lois Alston                        |
| 1965      | Channarong Ratanaseangsuang | Janice DeZort       | Channarong Ratanaseangsuang Paisan Loaharanu | Lois Alston Beulah Armendariz     | Channarong Ratanaseangsuang Mary Ann Breckell |
| 1966      | Channarong Ratanaseangsuang | Judy Adamos         | Don Paup Jim Poole                           | Jeanne Pons Mary Ann Breckell     | Joe Alston Lois Alston                        |
| 1967      | Rod Starkey                 | Tyna Barinaga       | Don Paup Larry Saben                         | Janice DeZort Carlene Starkey     | Joe Alston Lois Alston                        |
| 1968      | Rod Starkey                 |                     |                                              | Tyna Barinaga Helen Tibbetts      | Joe Alston Lois Alston                        |
| 1969      | Rod Starkey                 | Tyna Barinaga       |                                              | Tyna Barinaga Carlene Starkey     | Larry Saben Carlene Starkey                   |
| 1970      | Rod Starkey                 | Carlene Starkey     | Stan Hales Larry Saben                       | Lois Alston Doris Haase           | Joe Alston Lois Alston                        |
| 1971      | Chris Kinard                | Diane Hales         | Jim Poole Charles Coakley                    | Helen Tibbetts Carlene Starkey    | Jim Poole Mary Ann Breckell                   |
| 1972      | Chris Kinard                | Diane Hales         | Jim Poole Bob Dickie                         | Judianne Kelly Carlene Starkey    | Jim Poole Mary Ann Breckell                   |
| 1973      | Chris Kinard                | Diane Hales         | Chris Kinard Charles Coakley                 | Judianne Kelly Vicky Toutz        | Charles Coakley Carlene Starkey               |
| 1974      | Ray Park                    | Vicki Toutz         | Chicharoen Jim Poole                         | Madeleine Steinbroner Traci White | Jim Poole Mary Ann Breckell                   |
| 1975      | Charles Coakley             | Judianne Kelly      | Jim Poole Mike Walker                        | Diane Hales Carlene Starkey       | Mike Walker Judianne Kelly                    |
| 1976      | Mike Walker                 | Judianne Kelly      | Gary Higgins Bob Dickie                      | Judianne Kelly Vicky Toutz        | Jim Pooley Vicky Toutz                        |
| 1977      | Chris Kinard                | Judianne Kelly      | Chris Kinard Charles Coakley                 | Diana Osterhues Janet Wilts       | John Britton Traci Gaines                     |
| 1978      | Gary Higgins                | Cheryl Carton       |                                              | Diana Osterhues Vicki Toutz       | Mike Walker Judianne Kelly                    |
| 1979      | Gary Higgins                | Utami Kinard        |                                              |                                   | Mike Walker Judianne Kelly                    |
| 1980      | Gary Higgins                | Cheryl Carton       | John Britton Gary Higgins                    | Judianne Kelly Vicki Toutz        | Mike Walker Judianne Kelly                    |
| 1981      | Chris Kinard                | Cheryl Carton       | John Britton Gary Higgins                    | Cheryl Carton Vicki Toutz         | John Britton Cheryl Carton                    |
| 1982      | Chris Kinard                | Cheryl Carton       |                                              | Traci Britton Judianne Kelly      | Mike Walker Judianne Kelly                    |
| 1983      | Gary Higgins                | Cheryl Carton       | John Britton Gary Higgins                    | Cheryl Carton Vicki Toutz         | Danny Brady Diane Hales                       |
| 1984      | Tony Alston                 | Brenda Nobauer      | John Britton Curtis Stephan                  | Brenda Nobauer Regina Rubin       | Dan Rubin Diane Hales                         |
| 1985      | Gary Higgins                | Judianne Kelly      | John Britton Gary Higgins                    | Judianne Kelly Monica Ortez       | John Britton Cheryl Carton                    |
| 1986      | Tony Alston                 | Linda Safarik       | John Britton Mike Walker                     | Ann French Terry Lira             | Mike Walker Ann French                        |
| 1987      | Tariq Wadood                | Linda Safarik       | Guy Chadwick Tariq Wadood                    | Traci Britton Linda Safarik       | Mike Walker Ann French                        |
| 1988      | Chris Jogis                 | Joy Kitzmiller      | Yao Ximing Solaiman Jonatan                  | Ann French Pam Owens              | Mike Walker Ann French                        |
| 1989      |                             | Meiling Okuno       | Dean Schoppe Tariq Wadood                    | Nina Lolk Linda Safarik-Tong      | Mike Walker Ann French                        |
| 1990      | Asok Boopathy               | Liz Aronsohn        | Thomas Reidy Paul McAdam                     | Nancy Narcowich Terry Lira        | Morten Springdorf Terri Lira                  |
| 1991      | keine Daten                 | keine Daten         | keine Daten                                  | keine Daten                       | keine Daten                                   |
| 1992      | Trisna Gunadi               | Denise Jones        | Guy Chadwick Paul McAdam                     | Nancy Acuna Terry Lira            | Arifin Wiguna Terry Lira                      |
| 1993      | Ignatius Rusli              | Erika Von Heiland   | Guy Chadwick Benny Lee                       | Linda French Erika Von Heiland    | Trisna Gunadi Eileen Tang                     |
| 1993      | Kevin Han                   | Linda French        | Benny Lee Thomas Reidy                       | Ann French Joy Kitzmiller         | Andy Chong Linda French                       |
| 1994      | Kevin Han                   | Huang Hua           | Benny Lee Ignatius Rusli                     | Andrea Andersson Liz Aronsohn     | Benny Lee Linda French                        |
| 1995      | Andy Chong                  | Yeping Tang         |                                              | Andrea Andersson Yeping Tang      | Andy Chong Yeping Tang                        |
| 1996      | Sandro Rossi                |                     | Kevin Han Wu Chibing                         | Ann French Kathy Zimmerman        | Allan Hundhausen Kathy Zimmerman              |
| 1997      | Kevin Han                   | Cindi Shi           | Kevin Han Wu Chibing                         | Janis Tan Becky Wu                | Wu Chibing Cindi Shi                          |
| 1998 1999 | nicht ausgetragen           | nicht ausgetragen   | nicht ausgetragen                            | nicht ausgetragen                 | nicht ausgetragen                             |
| 2000      | Alex Liang                  | Yuan Wang           | Alex Liang Ben Wu                            | Janis Tan Elie Wu                 | Trisna Gunadi Janis Tan                       |
| 2001      | nicht ausgetragen           | nicht ausgetragen   | nicht ausgetragen                            | nicht ausgetragen                 | nicht ausgetragen                             |
| 2002      | Sandro Rossi                | Eva Lee             | Alex Liang Andy Chong                        | June Hu Janis Tan                 | Trisna Gunadi Janis Tan                       |
| 2003      | Howard Bach                 | Lee Joo Hyun        | Kevin Han Howard Bach                        | Eva Lee Mesinee Mangkalakiri      | Raju Rai Mesinee Mangkalakiri                 |
| 2004 2005 | nicht ausgetragen           | nicht ausgetragen   | nicht ausgetragen                            | nicht ausgetragen                 | nicht ausgetragen                             |
| 2006      | Raju Rai                    | Eva Lee             | Raju Rai Eric Go                             | Mesinee Mangkalakiri Eva Lee      | Eric Go Eva Lee                               |
| 2007      | nicht ausgetragen           | nicht ausgetragen   | nicht ausgetragen                            | nicht ausgetragen                 | nicht ausgetragen                             |
| 2008      | Nicholas Jinadasa           | Johannah Lee        | Steven Jonatan Christopher Lun               | Johannah Lee Grace Peng Yun       | Halim Haryanto Grace Peng Yun                 |
| 2009      | Hock Lai Lee                | Eva Lee             | Qin Ziwei Fan Zhang                          | Thuy Hoang Priscilla Lun          | Hock Lai Lee Priscilla Lun                    |
| 2010      | Nguyễn Quang Minh           | Cee Nantana Ketpura | Chandra Kowi Hock Lai Lee                    | Johannah Lee Grace Peng Yun       | Halim Haryanto Grace Peng Yun                 |
| 2011      | Sattawat Pongnairat         | Cee Nantana Ketpura | Kyle Emerick Sarun Vivatpatanakul            | Bo Rong Yeetheng Lim              | Nguyễn Quang Minh Grace Peng Yun              |
| 2012      | Siraroj Phanpuchara         | Bo Rong             | Agusriadi Wijaya Amphie Matt He              | Nicole Grether Charmaine Reid     | Sarun Vivatpatanakul Jamie Subandhi           |
| 2013      | Hock Lai Lee                | Zhang Beiwen        | Christian Christianto Tony Gunawan           | Eva Lee Paula Obanana             | Tony Gunawan Eva Lee                          |
| 2014      | Yoga Pratama                | Bo Rong             | Leonard Holvy de Pauw Sittichai Viboonsin    | Eva Lee Paula Obanana             | Christian Christianto Eva Lee                 |
| 2015      | Charles Gu                  | Kerry Xu            | Hock Lai Lee Yoo Yong-sung                   | Lee Joo Hyun Grace Peng Yun       | Leonard Holvy de Pauw Grace Peng Yun          |
| 2016      | Chan Kwong Beng             | Crystal Pan         | Vinson Chiu Tony Gunawan                     | Jenna Gozali Crystal Pan          | Yoo Yong-sung Daphne Ng                       |
| 2017      | Sheng Lyu                   | Crystal Pan         | Leonard Holvy de Pauw Sittichai Viboonsin    | Kerry Xu Annie Xu                 | Yoo Yong-sung Jing Yu Hong                    |
| 2018      | Ye Binghong                 | Jamie Subandhi      | Leonard Holvy de Pauw Sittichai Viboonsin    | Kerry Xu Annie Xu                 | Yoo Yong-sung Annie Xu                        |
| 2019      | Mark Shelley Alcala         | Natcha Saengchote   | Sattawat Pongnairat Ferdinand Sinarta        | Jenna Gozali Vehrenica Rumate     | Sittichai Viboonsin Natcha Saengchote         |
| 2020      | Febriyan Irvannaldy         | Yiling Kang         | Rahmat Adianto Mark Shelley Alcala           | Jenna Gozali Megumi Taruno        | Vinson Chiu Jenna Gozali                      |
| 2021      | nicht ausgetragen           | nicht ausgetragen   | nicht ausgetragen                            | nicht ausgetragen                 | nicht ausgetragen                             |
| 2022      | Fajari Yanto                | Megumi Taruno       | Khekwei Chua Syazmil Idham                   | Kodi Lee Ashley Yang              | Mark Shelley Alcala Megumi Taruno             |
| 2023      | B. R. Sankeerth             | Esther Shi          | Khekwei Chua Syazmil Idham                   | Naoko Fukuman Tsavanne Mertosono  | Syazmil Idham Esther Shi                      |
| 2024      | Panji Sudrajat              | Ella Lin            | Kevin Ezra Henry Tang                        | Puspa Damayanti Jennie Gai        | Puspa Damayanti Kevin Ezra                    |